# Водосховище Паункюла
Водосховище Паункюла (ест. Paunküla veehoidla) — друге за розмірами водосховище в Естонії, побудоване поблизу річки Піріта для контролювання водного режиму озера Юлемісте.
Утворене в 1960 році.
Є резервним джерелом питної води для міста Таллінн.
Загальна площа водосховища становить 447,2 га, з них 415,8 га — площа водної поверхні і 31,4 га — площа островів.
Водосховище становить інтерес для рибалок,.
У перший тиждень липня на Паункюла проходять естонські змагання Merehunt Open.